# 瓦利鎮區 (愛荷華州佩奇縣)
瓦利鎮區（英語：Valley Township）是位於美國愛荷華州佩奇縣的一個行政鎮區。

## 地方資料
根據2010年美國人口普查的數據，瓦利鎮區的面積為92.63平方千米，當中陸地面積為92.54平方千米，而水域面積為0.09平方千米。當地共有人口223人，而人口密度為每平方千米2.41人。